# Bataille de Sainte-Lucie
Guerre d'indépendance des États-Unis
Batailles
La bataille de Sainte-Lucie est une bataille navale aux Antilles lors de la Guerre d'indépendance des États-Unis, qui se déroule le 15 décembre 1778 et oppose la Royal Navy britannique sous les ordres de Samuel Barrington aux forces de la Marine Royale commandées par Charles Henri d'Estaing. 
D'Estaing, qui dispose de forces supérieures, se contente de canonner de loin les navires adverses car il préfère débarquer ses troupes pour tenter de reprendre l'île dont viennent de s'emparer les Anglais.